# 濟博爾基
50°2′4″N 24°8′12″E / 50.03444°N 24.13667°E
濟博爾基（烏克蘭語：Зіболки），是烏克蘭西部的村莊，隸屬利維夫州的利維夫區。該村始建於1399年，面積3.18平方公里，2001年人口1,201，人口密度每平方公里378.27人。